# رومان غريل
رومان غريل (بالألمانية: Roman Grill)‏ هو وكيل رياضي ولاعب كرة قدم ألماني في مركز الدفاع، ولد في 1 مارس 1966 في ألمانيا الغربية. لعب مع بايرن ميونخ 2 وبايرن ميونخ.

## وصلات خارجية
- رومان غريل على موقع قاعدة بيانات كرة القدم.إي يو (الإنجليزية)
- رومان غريل على موقع بيانات كرة القدم. دي إي (الألمانية)
- رومان غريل على موقع عالم كرة القدم.نت (الإنجليزية)